# 七双子古墳群
七双子古墳群（ならぞうしこふんぐん）は、大分県杵築市大字本庄字野地、字ノギワおよび字七双子、大字溝井字野田にかけての丘陵一帯に存在する古墳群で、現在10基ほどが確認されている。その中でも、七双子古墳は保存状態が良好であるものの、残りの古墳は荒廃が著しく、自然地形との区別が難しくなってきている。すぐそばにある七双子池には大蛇の伝説が残っており、かつては信仰の場でもあった。大分県指定史跡。

## 発掘調査
杵築市内には大分県内の5分の1にも及ぶ大量の古墳が残っているが、七双子古墳群は非常に高い密度で古墳が集中していることから歴史的価値が高く、これまでに数回発掘調査がなされてきた。
七双子古墳周辺は旧八坂村・北杵築村・杵築町の鼎立する、「中ン原（なかんばる）」と呼ばれる丘陵地帯で、かつては人家が全くなく、七双子池の周囲は自動車の入れない獣道ばかりであった。ところが昭和20年代より愛媛県や広島県よりみかん農家の入植が進み、昭和30年代には大字南杵築・馬場尾・本庄・溝井・鴨川にまたがる開拓集落が行政区「中ノ原」として分立するに至った。当時の時代背景もあり、既に荒れるに任されていた七双子古墳が顧みられることはなく、また自然地形との区別が困難であったため、みかん園や道路の造成、水路の整備等にともない多くの墳丘が破壊されるに及んだ。昭和30年代以降も当該地域の開拓は進んだが、それまで薮に埋もれていた七双子古墳群が注目されるようになった。教育委員会による調査が入り、墳丘の残っている区画の払い下げは中止となったため残りの墳丘の破損は免れた。中ノ原の開拓とみかん園造成により一部損壊したことは惜しまれるが、しかし、ある意味で、この史跡が注目されるきっかけをもたらしたことは否定できず、もし当該地域が全く開拓されず原野のままであったならば、発掘調査も大幅に遅れていたと思われる。昭和36年（1961年）には大規模な発掘調査が行われ、数多くの勾玉などが出土している。ただし、それ以前にも墳丘周辺では勾玉や土器のかけら等が見られたが、それらは子供の遊び道具になったり、無残なことに池に打ち捨てられることも多かったという。

## 七双子古墳
七双子池のすぐそばにある七双子古墳は、古墳時代後期の横穴式石室墳である。七双子古墳群の中でも保存状態が良好で、平成17年頃までは石室に入ることができたが、台風の影響で石室入り口が破損し、侵入は困難になっている。この古墳だけは早くから注目されており、最初の発掘は明治初年である。

## 課題
七双子古墳以外の古墳は荒廃が著しく、後年のみかん園開発や林道、水路の造成、墓地開発、自動車専用道路の開通などにより地形の改変が著しく、跡形もなくなってしまったものが多い。消滅の一途をたどっている。また、以前は簡単な案内板もあったのだが今ではそれもなく、自然林は荒れるに任され、わかりにくくなっている。
学術的な研究のみならず、小学校の調べ学習などにも最適な場所であるにもかかわらずまったく活用されていない。いわば野放しの状態で、荒れるにまかされている。